# I Don’t Wanna Live Forever
I Don’t Wanna Live Forever, ist ein Lied des britischen Sängers Zayn und der US-amerikanischen Sängerin Taylor Swift.
Es wurde von Taylor Swift, Sam Dew und Jack Antonoff geschrieben und von Zayn und Taylor Swift für den amerikanischen Film Fifty Shades of Grey – Gefährliche Liebe aufgenommen. Am 9. Dezember 2016, zwei Monate vor der Veröffentlichung des Films, wurde das Lied als Single veröffentlicht.

## Text
Das Lied ist aus der Perspektive der Filmfiguren Ana (gespielt von Dakota Johnson) und Christian (gespielt von Jamie Dornan) gesungen, die eine Hassliebe eint.

## Musikvideo
Am 26. Januar 2017 folgte auf YouTube das Musikvideo.

## Kommerzieller Erfolg

### Chartplatzierungen
In den US-amerikanischen Billboard Hot 100 debütierte das Lied in der Woche vom 31. Dezember 2016 auf Platz sechs. Zwei Monate später, in der Woche vom 4. März 2017, erreichte es mit Platz zwei seine Höchstplatzierung.
| ChartsChartplatzierungen       | Höchstplatzierung | Wochen |
| ------------------------------ | ----------------- | ------ |
| Deutschland (GfK)              | 2 (24 Wo.)        | 24     |
| Österreich (Ö3)                | 2 (22 Wo.)        | 22     |
| Schweiz (IFPI)                 | 2 (30 Wo.)        | 30     |
| Vereinigte Staaten (Billboard) | 2 (23 Wo.)        | 23     |
| Vereinigtes Königreich (OCC)   | 5 (22 Wo.)        | 22     |

| ChartsJahrescharts (2017)      | Platzierung |
| ------------------------------ | ----------- |
| Deutschland (GfK)              | 32          |
| Österreich (Ö3)                | 27          |
| Schweiz (IFPI)                 | 16          |
| Vereinigte Staaten (Billboard) | 26          |
| Vereinigtes Königreich (OCC)   | 52          |

### Auszeichnungen für Musikverkäufe
| Land/Region                  | Auszeichnungen für Musikverkäufe (Land/Region, Auszeichnung, Verkäufe) | Verkäufe  |
| ---------------------------- | ---------------------------------------------------------------------- | --------- |
| Australien (ARIA)            | 7× Platin                                                              | 490.000   |
| Belgien (BRMA)               | Platin                                                                 | 30.000    |
| Brasilien (PMB)              | 2× Diamant                                                             | 500.000   |
| Dänemark (IFPI)              | 2× Platin                                                              | 180.000   |
| Deutschland (BVMI)           | 3× Gold                                                                | 600.000   |
| Frankreich (SNEP)            | Diamant                                                                | 233.333   |
| Italien (FIMI)               | 3× Platin                                                              | 150.000   |
| Kanada (MC)                  | 7× Platin                                                              | 560.000   |
| Mexiko (AMPROFON)            | 3× Gold                                                                | 90.000    |
| Neuseeland (RMNZ)            | 5× Platin                                                              | 150.000   |
| Norwegen (IFPI)              | 4× Platin                                                              | 240.000   |
| Polen (ZPAV)                 | Diamant                                                                | 250.000   |
| Portugal (AFP)               | Platin                                                                 | 10.000    |
| Schweden (IFPI)              | 2× Platin                                                              | 240.000   |
| Spanien (Promusicae)         | 2× Platin                                                              | 120.000   |
| Vereinigte Staaten (RIAA)    | 4× Platin                                                              | 4.000.000 |
| Vereinigtes Königreich (BPI) | 2× Platin                                                              | 1.300.000 |
| Insgesamt                    | 2× Gold · 42× Platin · 4× Diamant ·                                    | 9.143.333 |

Hauptartikel: Taylor Swift/Auszeichnungen für Musikverkäufe/Lieder